# One Foot in the Grave
One Foot in the Grave —en español: Un pie en la tumba— es el cuarto álbum de estudio del músico estadounidense Beck, lanzado el 27 de junio de 1994 a través de la discográfica K Records. El álbum fortaleció la reputación de Beck, podría decirse que le permite entrar en la corriente principal de su álbum de 1996, Odelay. En julio de 2008, One Foot in the Grave había vendido 168 000 copias en los Estados Unidos. El 14 de abril de 2009, el álbum fue reeditado con 16 temas extras, en su mayoría inéditos.

## Grabación y lanzamiento
El álbum muestra una fuerte influencia folk que es más pronunciada que en sus álbumes de estilo más ecléctico de la época, Mellow Gold y Odelay. Contiene canciones de rock acústico y alt-country y fueron producidas por Beck Hansen y Calvin Johnson. Fue grabado antes del lanzamiento de su álbum Mellow Gold, pero no fue liberado hasta después de que el álbum tuvo un éxito de crítica y público. One foot in the grave no hacía más que reeditar canciones grabadas años antes en el sello K Records y que recaían más que en el artificio instrumental en la emoción otorgada por los sonidos más acústicos y la melodía. Uno de los temas del disco, que ofrece folk-blues, “Asshole”, fue versionado por el mismísimo Tom Petty, quien había declarado que "en una etapa bastante pobre para el rock Beck era de lo más salvable". La canción “Cyanide Breath Mint” incluso recuerda al Ray Davies más folk aunque en conjunto su faceta más acústica y melódica recuerda bastante a Gene Clark.
La canción "One Foot in the Grave" ya había sido publicada en su álbum Stereopathetic Soulmanure de una toma en directo. El álbum presenta la producción y apoyos ocasionales de Calvin Johnson, el fundador de K Records. Fue registrado en Dub Narcotic Studio, que fue alojado entonces en el sótano de Calvin. El productor, y también fundador del sello K Records, acompaña al joven Beck tanto en la portada, como en algunos temas en las voces.

## Lista de canciones
Todas las canciones escritas y compuestas por Beck, excepto donde se indique. 
| N.º | Título                                         | Duración |  |
| 1.  | «He's a Mighty Good Leader» (Tradicional)      | 2:41     |  |
| 2.  | «Sleeping Bag»                                 | 2:15     |  |
| 3.  | «I Get Lonesome»                               | 2:50     |  |
| 4.  | «Burnt Orange Peel»                            | 1:39     |  |
| 5.  | «Cyanide Breath Mint»                          | 1:37     |  |
| 6.  | «See Water»                                    | 2:22     |  |
| 7.  | «Ziplock Bag»                                  | 1:44     |  |
| 8.  | «Hollow Log»                                   | 1:53     |  |
| 9.  | «Forcefield» (Beck/Samual Montgomery Jayne)    | 3:31     |  |
| 10. | «Fourteen Rivers Fourteen Floods»              | 2:54     |  |
| 11. | «Asshole»                                      | 2:32     |  |
| 12. | «I've Seen the Land Beyond»                    | 1:40     |  |
| 13. | «Outcome»                                      | 2:10     |  |
| 14. | «Girl Dreams»                                  | 2:02     |  |
| 15. | «Painted Eyelids»                              | 3:06     |  |
| 16. | «Atmospheric Conditions» (Beck/Calvin Johnson) | 2:09     |  |

- Bajo una orden judicial emitida recientemente, K Records ya no puede vender esta versión original.

### Bonus tracks japonés
| N.º | Título                                  | Duración |  |
| 17. | «It's All in Your Mind»                 | 2:56     |  |
| 18. | «Feather in Your Cap»                   | 1:12     |  |
| 19. | «Whiskey Can Can» (Beck/Calvin Johnson) | 2:15     |  |

- Estas tres canciones son extractos de las sesiones de One Foot in the Grave y fueron emitidas en un sencillo de 7" pulgadas en 1995. Tanto "Feather in Your Cap" como "It's All in Your Mind" fueron regrabadas posteriormente en estudio con una banda completa. El primero fue grabado en 1994 y emitido como un lado B de los sencillos "Sissyneck" y "Jack-Ass" en 1997, mientras que el último apareció en el álbum de 2002 Sea Change.

## Deluxe Edition
Una edición de lujo fue lanzada el 14 de abril de 2009, con 16 pistas más, 12 de ellas inéditas.

Todas las canciones escritas y compuestas por Beck, excepto donde se indique. 
| N.º | Título                                              | Duración |  |
| 17. | «It's All in Your Mind»                             | 2:54     |  |
| 18. | «Whiskey Can Can» (Beck/Calvin Johnson)             | 2:12     |  |
| 19. | «Mattress»                                          | 2:31     |  |
| 20. | «Woe on Me»                                         | 3:10     |  |
| 21. | «Teenage Wastebasket»                               | 2:28     |  |
| 22. | «Your Love Is Weird»                                | 2:27     |  |
| 23. | «Favorite Nerve»                                    | 2:05     |  |
| 24. | «Piss on the Door»                                  | 2:05     |  |
| 25. | «Close to God» (Beck/Calvin Johnson)                | 2:28     |  |
| 26. | «Sweet Satan»                                       | 1:45     |  |
| 27. | «Burning Boyfriend»                                 | 1:12     |  |
| 28. | «Black Lake Morning» (Beck/Samual Montgomery Jayne) | 2:25     |  |
| 29. | «Feather in Your Cap»                               | 1:13     |  |
| 30. | «One Foot in the Grave»                             | 3:18     |  |
| 31. | «Teenage Wastebasket»                               | 1:27     |  |
| 32. | «I Get Lonesome»                                    | 1:56     |  |

## Personal
- Beck – bajo, guitarra, batería, voz
- Calvin Johnson – voz
- Chris Ballew – bajo, guitarra
- James Bertram – bajo
- Sam Jayne – voz
- Scott Plouf – batería
- Mario Prietto – bongos